# エネフィオク・ウドオボン
エネフィオク・ウドオボン (Enefiok Udo-Obong、1982年5月22日 - )は、ナイジェリアの陸上競技選手。2000年シドニーオリンピック、アテネオリンピックの4×400mリレーでそれぞれメダルを獲得している。

## 経歴
2000年のシドニーオリンピックにおいて、クレメント・チュク、ジュデ・モニェ、サンデー・バダとともにナイジェリア代表として4×400mリレーに出場。金メダルを獲得。
さらに4年後の2004年アテネオリンピックでも同種目に出場。ムサ・アウドゥ、ジェームズ・ゴッデイ、サウル・ウェイゴプワとともに、アメリカ、オーストラリアに次ぎ、4位に入った日本に100分の9秒差競り勝って銅メダルを獲得した。

## 自己ベスト
- 200m - 20秒67 (2006年)
- 400m - 45秒68 (2000年)

## 主な実績
| 年   | 大会         | 場所                     | 種目         | 結果 | 記録      |
| ---- | ------------ | ------------------------ | ------------ | ---- | --------- |
| 2000 | オリンピック | シドニー(オーストラリア) | 4×400mリレー | 1位  | 2分58秒68 |
| 2004 | オリンピック | アテネ(ギリシャ)         | 4×400mリレー | 3位  | 3分00秒90 |